# جان نپر
جان نپی‌یر یا جان نِپِر (به انگلیسی: John Napier) (زاده یکم فبریه ۱۵۵۰ (میلادی) - درگذشته ۴ آوریل ۱۶۱۷ ) یک زمین دار اسکاتلندی بود که به عنوان ریاضی‌دان و فیزیک‌دان و اخترشناس شناخته شده. اون هشتمین لیرد مرکیستون بود.

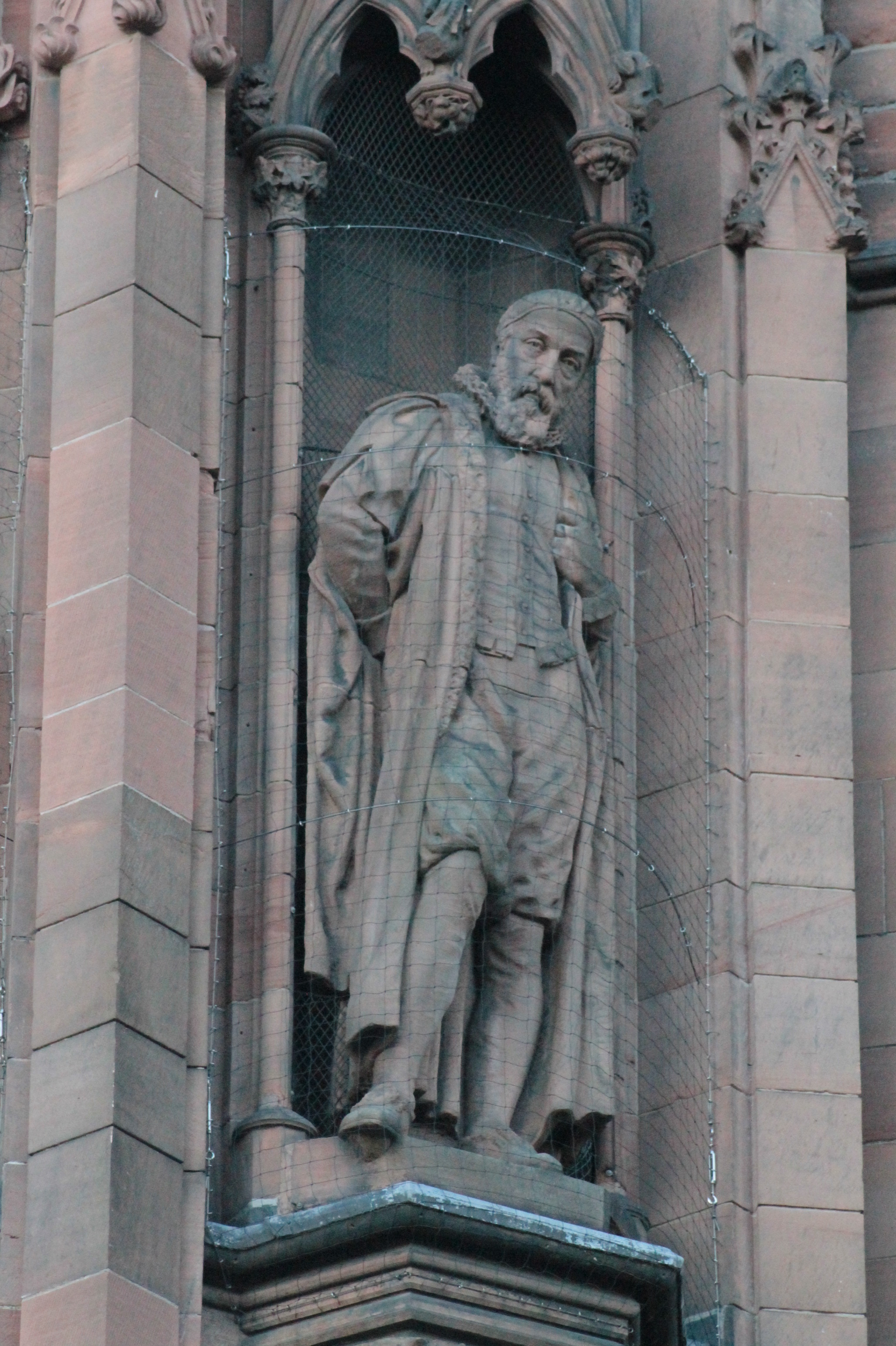
مجسمه جان نپر در گالری ملی پرتره اسکاتلند

او همچنین نویسنده دینی اهل اسکاتلند بود. 
شهرت عمده او برای ابداع و پایه‌ریزی مفهوم لگاریتم .
وی احتمالاً در سال ۱۵۹۴ کار بر روی مبحث لگاریتم‌ها را آغاز کرد و در سال ۱۶۱۸ برای نخستین بار منابعی که وی در اشاره به e نوشته‌بود، منتشرشد. یکی از حفره‌های ماه به نام نپر (دهانه) نامگذاری شده‌است.

محل تولد او، برج مرکیستون، اکنون بخشی از دانشگاه نپیر ادینبرو است. یک یادبود از او نیز در خیابان کاتبرت در غرب ادینبرگ وجود دارد.

## زندگی
پدرش، ارچیبالد نپر، هفتمین لیرد مرکیستون و مادرش، جنت باثول، دختر یک سیاستمدار و قاضی، فرانسیس باثول و خواهر آدام باثول بود. ارچیبالد نپر 16 ساله بود که جان به دنیا آمد.
اطلاعاتی راجع به تحصیلات ابتدایی جان نپر وجود ندارد؛ اما بسیاری بر این باورند که او به طور خصوصی در خانه تعلیم داده میشد. در 13 سالگی، او به کالج سنت سالواتور،  در سنت اندروز وارد شد. در دوران تحصیل او، کیفیت آموزش در دانشگاه پایین بود، که تا حدودی به دلیل ایجاد نزاع بین مذهبی‌های قدیمی و پروتستان‌ها بود. هیچ مدرکی از به پایان رساندن تحصیلات توسط نپر در سنت اندروز وجود ندارد. این اعتقاد وجود دارد که او به توصیه داییش برای ادامه تحصیل به سرزمین های اصلی اروپا مهاجرت کرد. توصیه داییش، آدام بوثول، در نامه ای که در 5م دسامبر 1560 به پدر نپر بود، نوشته شده:
«I pray you, sir, to send John to the schools either to France or Flanders, for he can learn no good at home»
«استدعا میکنم جناب، جان را به مدرسه ای در فرانسه یا فلاندر بفرستید زیرا او نمیتواند در خانه چیزی بیاموزد»
مشخص نیست که در اروپا در چه دانشگاهی تحصیل کرد اما وقتی در سال 1571 به اسکاتلند بازگشت به زبان یونانی مسلط بود، زبانی که در آن زمان به طور معمول در دانشگاه های اروپا تدریس نمیشد؛همچنین هیچ مدرکی مبنی بر ثبت نام وی در دانشگاه های برتر پاریس یا ژنو در این مدت وجود ندارد.
در سال 1571، نپر 21 ساله به اسکاتلند بازگشت و در سال 1574 یک قلعه در گارتنس خرید. پس از مرگ پدرش در 1608نپر و خانواده اش به قلعه مارکیستون کوچ کردند، جایی که باقی عمرش را در آن گذراند. او همچنین مالک یک ملک در شهر ادینبرگ بود.